# Servidores de aplicaciones
Las aplicaciones distribuidas que tan frecuentemente se ejecutan a través de Internet (comercio electrónico, aplicaciones bancarias, etc.), están formadas por distintos componentes que pueden estar ubicados en distintas máquinas.
Todos estos componentes, se ensamblan en una aplicación, se verifica que estén bien formados, y se despliegan en el entorno de producción, donde se ejecutan y son controlados por un servidor de aplicaciones.
Distintas plataformas pueden trabajar de esta manera. Por ejemplo, Microsoft aporta la plataforma .NET y una agrupación de varios fabricantes, suministra la plataforma J2EE con el lenguaje JAVA como buque insignia.
- Datos: Q10893289